# Кацлерович, Триша
Триша Кацлерович (серб. Триша Кацлеровић; 14 февраля 1879 года  — 31 марта 1964 года) — деятель сербского, югославского и международного коммунистического, рабочего и профсоюзного движения, один из основателей и секретарь Коммунистической партии Югославии (1923—1926), сооснователь Сербской социал-демократической партии.

## Биография
Получил юридическое образование.
В начале XX века участвовал в создании Сербской социал-демократической партии (ССДП) и организации Главного рабочего союза — профсоюза, сотрудничающего с ССДП. В 1908 году был избран единственным депутатом от ССДП в Скупщину Королевства Сербия, в 1912 году были переизбран. С началом Первой мировой войны голосовал против военных кредитов.
В 1915 году, после оккупации Сербии, эмигрировал в Швейцарию, где участвовал в Циммервальдской конференции. В 1919 году вернулся из эмиграции и принял участие в организации Коммунистической партии Югославии (КПЮ). В 1921 году, после запрета компартии в Югославии и раскола, Кацлерович, совместно с Пияде и Новаковичем, возглавил «альтернативное руководство партии». После воссоединения КПЮ, Кацлерович занимал должность секретаря компартии с мая 1923 по май 1926 год. В 1924 году на пятом конгрессе Коминтерна был избран в Исполком Коммунистического интернационала. В 1926 году Кацлерович ушел с руководящих постов в партии и не участвовал в политической жизни вплоть до 1945 года. 
После образования Федеративной народной республики Югославия, в 1945 году Кацлерович был назначен депутатом временного югославского парламента, а перед выходом на пенсию был назначен судьёй Верховного суда Югославии. Умер в 1964 году в Белграде.

## Память
В честь Кацлеровича названа улица в общине Вождовац и округе Белград.